# ASA Târgu Mureș (2004)
ASA Târgu Mureș is een Roemeense voetbalclub uit Târgu Mureș.
De club werd in 2004 opgericht onder de naam Trans-Sil Târgu Mureș en is in Târgu Mureș de opvolger van CS Târgu Mureș (in 1960 opgeheven) en ASA Târgu Mureș (in 2007 opgeheven). In 2008 werd de naam FCM Târgu Murus aangenomen en kocht de club een plaats in de Liga 2 van het net gepromoveerde Unirea Sânnicolau Mare.
In het eerste seizoen in de Liga 2 werd de club derde. In 2010 werd de club eerste in poule 2 van de Liga 2 en promoveerde naar de Liga 1, het hoogste niveau. In 2012 degradeerde de club. In 2013 werd de naam gewijzigd in ASA Târgu Mures en promoveerde aan het einde van het seizoen 2013/14 weer naar de Liga 1. In het seizoen 2014/15 werd de club tweede en won in 2015 de Roemeense supercup.

## Erelijst
- Roemeense Supercup

2015

## Târgu in Europa
Uitslagen vanuit gezichtspunt ASA Târgu Mureș 
| Seizoen | Competitie    | Ronde | Land               | Club             | Totaalscore | 1e W    | 2e W    | PUC |
| ------- | ------------- | ----- | ------------------ | ---------------- | ----------- | ------- | ------- | --- |
| 2015/16 | Europa League | 3Q    | Vlag van Frankrijk | AS Saint-Étienne | 2-4         | 0-3 (U) | 2-1 (T) | 1.0 |

Totaal aantal punten voor UEFA coëfficiënten: 1.0